# Труш Любов Олександрівна
Любов Олександрівна Труш (нар. 5 липня 1959, село Кустолові Кущі, тепер Кобеляцького району Полтавської області) — українська радянська діячка, апаратниця Хорольського молочноконсервного комбінату дитячих продуктів Полтавської області. Депутат Верховної Ради УРСР 11-го скликання.

## Біографія
Освіта середня спеціальна.
З 1982 року — апаратниця Хорольського молочноконсервного комбінату дитячих продуктів імені XXVI з'їзду КПРС Полтавської області.
Потім — на пенсії в місті Хоролі Полтавської області.

## Нагороди
- ордени
- медалі